# インターカンポ油田
インターカンポ油田は、ベネズエラのマラカイボ湖にある油田。1960年に発見され、中国石油天然気集団が開発。油田は中国石油天然気集団が運営および所有。総確認埋蔵量は約12億6000万バレル (170×10 6トン) で、生産量は日量10,000バレル毎日 (1,600 m3/d)トン) 。